# His Majesty’s Ship
A His/Her Majesty’s Ship (HMS, azaz: „őfelsége hajója”) hajónévelőjel, melyet különböző monarchiák haditengerészetében használnak hivatalosan vagy nem hivatalosan.

## HMS
A Brit Királyi Haditengerészet hajói esetében az őfelsége az éppen uralkodó királyra vagy királynőre utal (ennek megfelelően az előbbi esetben a hímnemű His, az utóbbi esetben a nőnemű Her birtokos névmással oldandó fel a rövidítés). Korábban az HBMS, a His/Her Britannic Majesty’s Ship megjelölés is használatos volt.
A Svéd Királyi Haditengerészetnél az előjel Hans/Hennes Majestäts Skepp formában oldandó fel.

## Egyesült Királyság
Az őfelsége szolgálatában álló tengeralattjárók az HM Submarine (őfelsége tengeralattjárója) előjelet viselik. Hasonlóan a Britannia királyi yacht, mely a Brit Királyi Haditengerészet szolgálatában állt az HMY Britannia (őfelsége yachtja) megjelölést viselte. Ezeket leszámítva a Királyi Haditengerészet összes hajója az HM Ship (őfelsége hajója) jelölést viseli, bár korábban, amikor megkülönböztették a három árbócos nagyobb hajókat a kisebbektől akkor ezeket például HM Frigate X-nek (őfelsége fregattja)  vagy HM Sloop Y-nak (őfelsége szlúpja) hívták.
Az „HMS” előjelet szárazföldi létesítmények is viselik, amelyek szolgálatban álló „kő fregattok” a Királyi Haditengerészetnél. Ilyenek közé tartozik az HMS Excellent ami egy kiképzőiskola a Portsmouth kikötőben található egyik szigeten, vagy az HMS Vulcan, a skóciai Caithnessben, melyet a tengeraalttjárók atommeghajtási rendszereinek tesztelésére hoztak létre.
A brit kormány azon hajói, melyek nem tartoznak a Királyi Haditengerészethez, más megjelölést viselnek, ilyen például a Royal Fleet Auxiliary, a királyi tartalékosflotta hajói „RFA” megjelölése.

## A jelzés a korábban a Brit Birodalomhoz tartozó országok tengerészetében
Mivel a brit uralkodó egyszemélyben, de különállóan királya az összes nemzetközösségi királyságnak, az Egyesült Királyság mellett több ország használja az „HMS” megjelölés egy variációját.

### Jelenleg
- Kanada: HMCS – His Majesty's Canadian Ship (őfelsége kanadai hajója)
- Ausztrália: HMAS – His Majesty’s Australian Ship (őfelsége ausztrál hajója)
- Új-Zéland:HMNZS – His Majesty’s New Zealand Ship (őfelsége új-zélandi hajója)
- Bahamák: HMBS – His Majesty’s Bahamian Ship (őfelsége bahamai hajója)
- Bermuda: HMBS – His Majesty’s Bermudian Ship (őfelsége bermudai hajója)
- Pápua Új-Guinea: HMPNGS – His Majesty’s Papua New Guinean Ship[2] (őfelsége pápua új-guineai hajója)
- Jamaica: HMJS – His Majesty’s Jamaican Ship[3] (őfelsége jamaicai hajója)
- Tuvalu: HMTS – His Majesty’s Tuvaluan Ship[4] (őfelsége tuvalui hajója)

### Már nem használt
- Gyarmati: HMCS – Her Majesty’s Colonial Ship[5][6] (őfelsége gyarmati hajója)
- Ausztrália: CNS – Commonwealth Naval Ship[7][8] (Államszövetségi hadihajó)
- Victoria: HMVS – Her Majesty’s Victorian Ship[9][10] (őfelsége victoriai hajója)
- Queensland: HMQS – Her Majesty’s Queensland Ship[11] (őfelsége queenslandi hajója)
- Burma: HMBS – Her Majesty’s Burmese Ship (őfelsége burmai hajója)
- Dél-Afrika: HMSAS – Her Majesty’s South African Ship[2] (őfelsége dél-afrikai hajója)
- India: HMIS – Her Majesty’s Indian Ship (őfelsége indiai hajója)
- Ceylon: HMCyS – Her Majesty’s Ceylon Ship[12] (őfelsége ceyloni hajója)
- Pakisztán: HMPS – His or Her Majesty’s Pakistan Ship[12] (őfelsége pakisztáni hajója)
- Barbados: HMBS – Her Majesty’s Barbadian Ship (őfelsége barbadosi hajója)

## Fordítás
- Ez a szócikk részben vagy egészben a  Her Majesty's Ship című angol Wikipédia-szócikk ezen változatának fordításán alapul.  Az eredeti cikk szerkesztőit annak laptörténete sorolja fel. Ez a jelzés csupán a megfogalmazás eredetét és a szerzői jogokat jelzi, nem szolgál a cikkben szereplő információk forrásmegjelöléseként.